# King Hassan II Trophy 2014
De King Hassan II Trophy is een golftoernooi dat sinds 2010 deel uitmaakt van de Europese Tour. In 2014 wordt het toernooi weer gespeeld op de Golf du Palais Royal in Agadir. Titelverdediger is Marcel Siem uit Duitsland. 

Gelijkertijd wordt door de speelsters van de Ladies European Tour (LET)  op de Golf de l'Ocean, ook in Agadir, om de Princess Lalla Meryem Cup gespeeld. Deze werd in 2013 gewonnen door Ariya Jutanugarn uit Thailand. Bij de heren is het prijzengeld €1,500,000, bij de dames €450,000. 

Dit is de enige week van het jaar dat de Europese Tours van de heren en de dames in dezelfde stad spelen. De gezamenlijke  prijsuitreiking vindt plaats op de baan waar de heren gespeeld hebben.

## King Hassan II Trophy

### Verslag
Ronde 1
In de ochtendronde kwam Connor Arendell met een mooie score binnen, maar hij werd 's middags ingehaald. Alejandro Cañizares maakte elf birdies en een bogey. Robert-Jan Derksen kwam met een score van -3 op de 17de plaats. 
Ronde 2 en 3
Cañizares bleef aan de leiding en had na ronde 3 zelfs zes slagen voorsprong op nummer 2, Seve Benson. Robert-Jan Derksen steeg na een bogey-vrije 3de ronde naar de 3de plaats. Mark Tullo maakte een albatros op hole 15 (een 2 op een par 5).
Ronde 4
Cañizares bleef heer en meester van dit toernooi en won met vijf slagen voorsprong. Andy Sullivan maakte in de laatste negen holes 7 birdies en steeg naar de 2de plaats.
- Scores

| Naam                | R2D | OWGR | Score R1 | Score R1 | Nr  | Score R2 | Score R2 | Totaal | Nr  | Score R3 | Score R3 | Totaal | Nr  | Score R4 | Score R4 | Totaal | Nr  |
| ------------------- | --- | ---- | -------- | -------- | --- | -------- | -------- | ------ | --- | -------- | -------- | ------ | --- | -------- | -------- | ------ | --- |
| Alejandro Cañizares | 51  | 141  | 62       | -10      | 1   | 68       | -4       | -14    | 1   | 69       | -3       | -17    | 1   | 70       | -2       | -19    | 1   |
| Andy Sullivan       | 26  | 315  | 66       | -6       | T5  | 73       | +1       | -5     | T14 | 72       | par      | -5     | T15 | 63       | -9       | -14    | 2   |
| Seve Benson         | 72  | 236  | 63       | -9       | 2   | 68       | -4       | -13    | 2   | 74       | +2       | -11    | 2   | 71       | -1       | -12    | T3  |
| Magnus A. Carlsson  | 71  | 266  | 65       | -7       | T3  | 71       | -1       | -8     | T4  | 72       | par      | -8     | T4  | 68       | -4       | -12    | T3  |
| Robert-Jan Derksen  | 82  | 221  | 69       | -3       | T17 | 70       | -2       | -5     | T14 | 67       | -5       | -10    | 3   | 75       | +3       | -7     | T17 |
| Connor Arendell     | =   | 1511 | 65       | -7       | T3  | 71       | -1       | -8     | T4  | 76       | +4       | -4     | T20 | 74       | +2       | -2     | T37 |
| Daan Huizing        | 150 | 211  | 74       | +2       | T87 | 70       | -2       | par    | T50 | 76       | +4       | +4     | T65 | 70       | -2       | +2     | T56 |
| Thomas Pieters      | 182 | 1115 | 76       | +4       | T97 | 72       | par      | +4     | MC  |          |          |        |     |          |          |        |     |

| Leider |  | Toernooirecord |  | MC = missed cut = cut gemist |  | R2D |  | OWGR |

### Spelers
| - Connor Arendell - Matthew Baldwin - Seve Benson - Gaganjeet Bhullar - Lucas Bjerregaard - Richard Bland - Grégory Bourdy - Kristoffer Broberg - Daniel Brooks - Rafa Cabrera Bello - François Calmels - Jorge Campillo - Alejandro Cañizares - Johan Carlsson - Magnus A. Carlsson - George Coetzee - Marco Crespi - Jens Dantorp - Rhys Davies (2010) - Carlos Del Moral - Robert-Jan Derksen - Robert Dinwiddie - Chris Doak - Jack Doherty - David Drysdale - Simon Dyson - Nacho Elvira - Niclas Fasth - Ross Fisher - Tommy Fleetwood - Alastair Forsyth - Mark Foster | - Adam Gee - Estanislao Goya - Richard Green - John Hahn - JB Hansen - Soren Hansen - Andreas Hartø - Tyrrell Hatton - Grégory Havret - James Heath - David Higgins - Michael Hoey (2012) - David Horsey (2011) - David Howell - Daan Huizing - Mikko Ilonen - Daniel Im - Raphaël Jacquelin - Roope Kakko - Alexandre Kaleka - Shiv Kapur - Robert Karlsson - Simon Khan - Maximilian Kieffer - Sihwan Kim - James Kingston - Søren Kjeldsen - Jason Knutzon - Mikko Korhonen - Pablo Larrazábal - Peter Lawrie - Craig Lee | - Alexander Levy - Tom Lewis - José-Filipe Lima - Shane Lowry - Mikael Lundberg - Morten Ørum Madsen - Stuart Manley - Paul McGinley - Damien McGrane - Jamie McLeary - Edoardo Molinari - James Morrison - Matthew Nixon - José María Olazabal - Wade Ormsby - Adrian Otaegui - Brinson Paolini - John Parry - Andrea Pavan - Eddie Pepperell - Kevin Phelan - Thomas Pieters - Richie Ramsay - Victor Riu - Eduardo de la Riva - Robert Rock - Brett Rumford - Adrien Saddier - Ricardo Santos - Marcel Siem (2013) - Patrik Sjöland - Lee Slattery - Gary Stal | - Duncan Stewart - Graeme Storm - Andy Sullivan - Simon Thornton - Mark Tullo - Jaco Van Zyl - Simon Wakefield - Sam Walker - Anthony Wall - Paul Waring - Marc Warren - Romain Wattel - Peter Whiteford - Bernd Wiesberger - Danny Willett - Chris Wood - Fabrizio Zanotti Nationale Order of Merit - Amine Joudar - Faycal Serghini - Younes El Hassani - Yasin Ali Invitaties - Masamishi Ito - Marcel Schneider - Florian Fritsch - Zane Scotland - Stephen Dodd - José Manuel Lara Amateurs - Ayoub Lguirati - Carl Yuan |

## Princess Lalla Meryem Cup
Het toernooi wordt weer op de Golf de l'Ocean gespeeld. Lacoste is een belangrijke sponsor van beide toernooien. Op de dag voor het toernooi gaf Lacoste een clinic op de golfclub. Lacoste-spelers Grégory Havret, Alexandre Kaleka, Romain Wattel gaven met Anne-Lise Caudal, Alexandra Vilatte en Jade Schaeffer een demonstratie voor de jeugd van Agadir. Lacoste sponsort sinds 2011 ook een golfschool in Mogador, waar 60 kinderen van 6-14 jaar ieder weekend golfles krijgen.  

### Verslag
De par van de baan is 71. Er doen 126 speelsters mee, inclusief drie amateurs.
Ronde 1
De 18-jarige titelverdedigster Ariya Jutanugarn stond na negen holes op -5. Ondanks dat ze tien birdies maakte eindigde op -3. Daarmee was ze wel de clubhouse leader na de ochtendronde. 's Middags werd ze echter ingehaald door Rebecca Hudson, die zes birdies maakte maar slechts 1 bogey. Krista Bakker speelt hier haar eerste toernooi als professional. Ze maakte een ronde van +3 met bogeys op hole 16 en 18.
Ronde 2 en 3
Twee van de drie amateurs hebben het in ronde 2 goed gedaan, Mathilda Cappeliez had na twaalf holes al vier birdies en een eagle gemaakt, ze maakte de laagste dagscore en kwam op de 2de plaats. Ying Yan eindigde ronde 2 op de 19de plaats met een totaal van -1. In ronde 3 speelde ze par en bleef keurig in de top-5. Gwladys Nocera stond na ronde 2 met Sophie Giquel-Bettan op de 4de plaats maar kreeg in ronde 3 twee slagen voorsprong op haar.
Ronde 4
Bij de vrouwen eindigde het toernooi in een play-off tussen Gwladys Nocera en Charley Hull, die op de eerste extra hole met een birdie door Hull gewonnen werd.
| Naam                    | OoM | OWGR | Score R1 | Score R1 | Nr  | Score R2 | Score R2 | Totaal | Nr  | Score R3 | Score R3 | Totaal | Nr  | Score R4 | Score R4 | Totaal | Nr  | Play-off | Play-off |
| ----------------------- | --- | ---- | -------- | -------- | --- | -------- | -------- | ------ | --- | -------- | -------- | ------ | --- | -------- | -------- | ------ | --- | -------- | -------- |
| Charley Hull            | 6   | 89   | 68       | -3       | T4  | 71       | par      | -3     | T   | 68       | -3       | -6     | T4  | 62       | -9       | -15    | T1  | -1       | 1        |
| Gwladys Nocera          | 21  | 77   | 69       | -2       | T6  | 68       | -3       | -5     | T4  | 65       | -6       | -11    | 1   | 67       | -4       | -15    | T1  | par      | 2        |
| Sophie Giquel-Bettan    | 47  | 296  | 67       | -4       | 3   | 70       | -1       | -5     | T4  | 67       | -4       | -9     | 2   | 69       | -2       | -11    | 3   |          |          |
| Sophie Walker           | =   | 470  | 66       | -5       | T1  | 71       | par      | -5     | T4  | 71       | par      | -5     | T8  | 68       | -3       | -8     | T6  |          |          |
| Laura Davies            | 45  | 191  | 68       | -3       | T4  | 69       | -2       | -5     | T4  | 71       | par      | -5     | T8  | 69       | -2       | -7     | T8  |          |          |
| Ariya Jutanugarn        | 9   | 34   | 68       | -3       | T4  | 66       | -5       | -8     | 1   | 72       | +1       | -7     | 3   | 73       | +2       | -5     | T12 |          |          |
| Nina Holleder           | 72  | 689  | 68       | -3       | T4  | 68       | -3       | -6     | T2  | 74       | +3       | -3     | T16 | 71       | par      | -3     | T17 |          |          |
| Mathilda Cappeliez (AM) | =   | =    | 72       | +1       | T   | 64       | -7       | -6     | T2  | 71       | par      | -6     | T4  | 76       | +5       | -1     | T25 |          |          |
| Rebecca Hudson          | =   | 346  | 66       | -5       | T1  | 72       | +1       | -4     | T8  | 70       | -1       | -5     | T8  | 75       | +4       | -1     | T25 |          |          |
| Chloe Leurquin          | =   | 454  | 74       | +3       | T74 | 70       | -1       | +2     | T49 | 68       | -3       | -1     | T29 | 73       | +2       | +1     | T33 |          |          |
| Krista Bakker           | =   | =    | 74       | +3       | T74 | 75       | +4       | +7     | MC  |          |          |        |     |          |          |        |     |          |          |

| Leider |  | Toernooirecord |  | MC = missed cut = cut gemist |  | OoM |  | OWGR |

### Speelsters
| - Caroline Afonso - Holly Aitchinson - Beth Allen - Lucie André - Stefania Avanzo - Aimil Bakar - Krista Bakker - Maria Balikoeva - Stacy Lee Bergman - Elisabetta Bertini - Minea Blomquist - Isabelle Boineau - Carly Booth - Amy Boulden - Bonita Bredenhann - Adriana Brent - Becky Brewerton - Cathryn Bristow - Nicole Broch Larsen - Hannah Burke - Katie Burnett - Anne-Lise Caudal - Connie Chen - Holly Clyburn - Stephanie Croce - Tebecca Codd - Julia Davidsson - Laura Davies - Valentine Derrey - Nobuhle Dlamini - Tania Elosogui | - Virginia Espejo - Mallory Fraiche - Isabell Gabsa - Nicole Garcia - Eleonor Givens - Sophie Gustafson - Lydia Hall - Sahra Hassan - Celine Herbin - Rebecca Hudson - Fabienne In-Albon - Josephine Janson - Laura Jansone - Felicity Johnson - Trish Johnson - Malene Jorgensen - Ariya Jutanugarn (2013) - Stacey Keating - Sarah Kemp - Steffi Kirchmayr - Cassandra Kirkland - Joanna Klatten - Carin Koch - Vikki Laing - Karolin Lampert - Ana Larraneta - Louise Larsson - Camilla Lennarth - Chloe Leurquin - Ann-Kathrin Lindner - Victoria Lovelady | - Diana Luna - Kelsey MacDonald - Anais Maggetti - Caroline Martens - Nina Murhl - Stephanie Na - Miriam Nagl - Sharmila Niccolet - Gwladys Nocera - Elina Nummenpaa - Lee-Anne Pace - Florentyna Parker - Mia Piccio - Titiya Plucksataporn - Mireia Prat - Pamela Pretswell - Ariane Provot - Fiona Puyo - Hannah Ralph - Marion Ricordeau - Margherita Rigon - Maria Salinas - Patricia Sanz Barrio - Jade Schaeffer - Viva Schlasberg - Georgina Simpson - Marianne Skarpnord - Rebecca Sorensen - Klara Spilkova - Nontaya Srisawang - Noora Tamminen - Emily Taylor | - Lauren Taylor - Charlotte Thompson - Julie Tvede - Alexandra Vilatte - Kylie Walker - Sophie Walker - Sally Watson - Linda Wessberg - Alison Whitaker - Leigh Whittaker - Ursula Wikström - Kim Williams - Lucy Williams - Christine Wolf - Liz Young - Maggie Yuan - Marta Silva Zamora - Veronica Zorzi - Henni Zuel Invitaties - Nina Holleder - Pamela Feggans - Sophie Sandolo - Heather Macrae - Melanie Maetzler - Neha Tripati - Melodie Bourdy - Maha Haddioui Amateur - Olivia Mehaffey - Mathilda Cappeliez - Jing Yan |